# Мухамед Хаџијамаковић
Мухамед Хаџијамаковић (Сарајево,1814/1815 – 23. август 1878) био је један од главних команданата војске Народне владе у Сарајеву 1878, која се супротставила аустроугарској окупацији Босне и Херцеговине.

## Биографија

### Аустроугарска окупација БиХ
Рођен у Сарајеву 1814. или 1815. у јаничарској породици, Мухамед Хаџијамаковић био је доследан и непомирљив у борби против аустроугарске окупације. Истакао се нарочито у борбама против главнине аустроугарских снага (6. дивизије 13. корпуса) у боју код Жепча 7. августа 1878, потом код Какња и Клокота.

### Одбрана Сарајева и смрт
Упркос настојањима колебљивих елемената да се Сарајево преда без борбе, организовао је одбрану града и супротставио се надмоћнијим окупаторовим снагама (13.000 војника и 52 топа), које су после огорчених уличних борби заузеле град 19. августа. Аустријанци су га ухватили и њихов преки суд осудио га је на смрт. На губилишту је напао и разоружао стражаре: неке је убио, а затим је савладан, мучен и обешен.